# Taras Burlak
Taras Aleksandrovič Burlak (in russo Тарас Александрович Бурлак?; Vladivostok, 22 febbraio 1990) è un calciatore russo, difensore del Medialiga.

## Carriera

### Club
Debutta d professionista nel Lokomotiv Mosca, squadra in cui fa ritorno dopo un periodo in prestito al Volga Nižnij Novgorod.
Il 30 gennaio 2014 passa al Rubin Kazan.

### Nazionale
Il 7 giugno 2011 debutta con la nazionale russa, in un'amichevole terminata 0-0 contro il Camerun.

## Statistiche

### Cronologia presenze e reti in nazionale
| Cronologia completa delle presenze e delle reti in nazionale ― Russia | Cronologia completa delle presenze e delle reti in nazionale ― Russia | Cronologia completa delle presenze e delle reti in nazionale ― Russia | Cronologia completa delle presenze e delle reti in nazionale ― Russia | Cronologia completa delle presenze e delle reti in nazionale ― Russia | Cronologia completa delle presenze e delle reti in nazionale ― Russia | Cronologia completa delle presenze e delle reti in nazionale ― Russia | Cronologia completa delle presenze e delle reti in nazionale ― Russia |
| Data                                                                  | Città                                                                 | In casa                                                               | Risultato                                                             | Ospiti                                                                | Competizione                                                          | Reti                                                                  | Note                                                                  |
| --------------------------------------------------------------------- | --------------------------------------------------------------------- | --------------------------------------------------------------------- | --------------------------------------------------------------------- | --------------------------------------------------------------------- | --------------------------------------------------------------------- | --------------------------------------------------------------------- | --------------------------------------------------------------------- |
| 7-6-2011                                                              | Wals-Siezenheim                                                       | Russia                                                                | 0 – 0                                                                 | Camerun                                                               | Amichevole                                                            | -                                                                     |                                                                       |
| Totale                                                                |                                                                       | Presenze                                                              | 1                                                                     |                                                                       | Reti                                                                  | 0                                                                     |                                                                       |